# 阿隆·羅
阿隆·羅（英語：Aaron Lohr，1976年4月2日—）是美國的一位演員和歌手。阿隆出生在加州洛杉磯，畢業於加州大學洛杉磯分校。他出演過眾多電影和電視劇。2015年，他和現在的戀人Idina Menzel購置了新家。